# François Rousseau

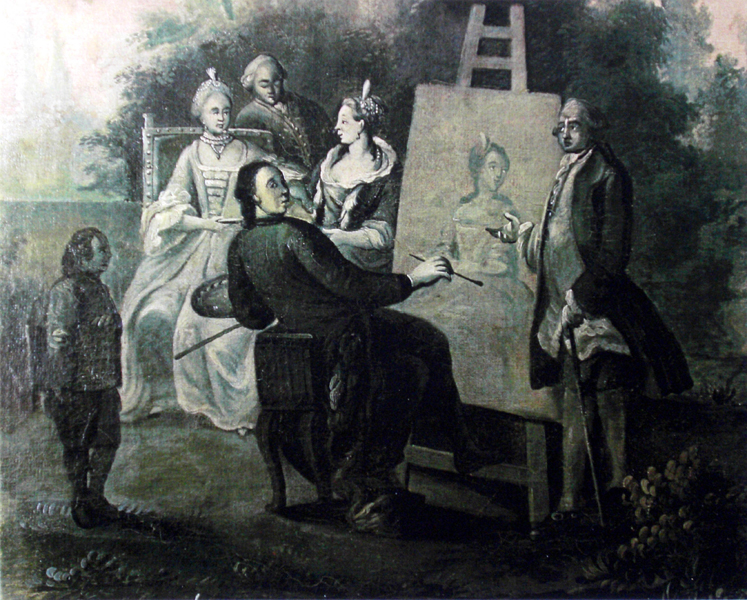
Selbstbildnis an der Staffelei, Tapetenmalerei Schloss Dyck 1770

François Rousseau (* um 1717; † 2. September 1804) war ein Hofmaler der Kölner Kurfürsten.

## Leben und Werk
François Rousseaus war wahrscheinlich der Sohn eines französischen Bildhauers. 1751 heiratete er in Bonn Anna Maria Riegels. Mit ihr hatte er u. a. die Söhne Franz Jacob (1757–1826) und Johann Baptiste (* 1766); beide wurden gleichfalls Maler. Der Enkel Johann Baptist Rousseau (1802–1867) war Dichter, Journalist und Herausgeber.
François Rousseau malte Ereignisbilder, z. B. „Die Poppelsdorfer Kirmes“, die „Falkenjagd vor Schloss Falkenlust“ oder die „Parforcejagd im Kottenforst“. Als Hofmaler der Kölner Kurfürsten Clemens August, Maximilian Friedrich und Maximilian Franz schuf Rousseau auch Veduten, Supraporten, illusionistische Architekturmalereien und Bilder auf Leinwandtapeten für die Schlösser Augustusburg und Falkenlust sowie für  die Schlösser Dyck und Miel.

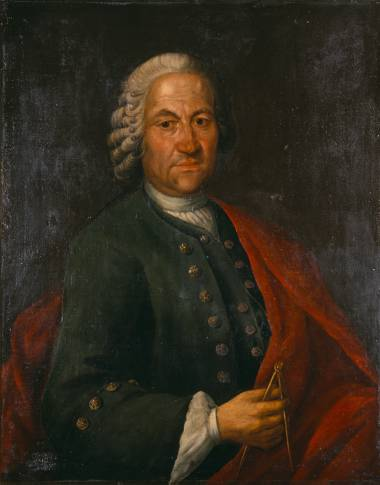
Bildnis Michael Leveilly, gemalt von François Rousseau um 1750